# Distrito electoral de Hamburg (Illinois)
Hamburg (en inglés: Hamburg Precinct) es un distrito electoral ubicado en el condado de Calhoun en el estado estadounidense de Illinois. En el Censo de 2010 tenía una población de 561 habitantes y una densidad poblacional de 6,8 personas por km².

## Geografía
Según la Oficina del Censo de los Estados Unidos, tiene una superficie total de 82.56 km², de la cual 74.98 km² corresponden a tierra firme y (9.17%) 7.57 km² es agua.

## Demografía
Según el censo de 2010, había 561 personas residiendo. La densidad de población era de 6,8 hab./km². De los 561 habitantes, estaba compuesto por el 98.22% blancos, el 0.18% eran afroamericanos, el 0.18% eran amerindios, el 0.71% eran asiáticos, el 0% eran isleños del Pacífico, el 0.53% eran de otras razas y el 0.18% pertenecían a dos o más razas. Del total de la población el 0.89% eran hispanos o latinos de cualquier raza.